# بريمبيو
بريمبيو (لوديجيانو: بريمبي) هي كوموني في مقاطعة لودي في منطقة لومباردي الإيطالية، وتقع على بعد حوالي 45 كيلومتر (28 ميل) جنوب شرق ميلانو حوالي 14 كيلومتر (8.7 ميل) جنوب شرق لودي. يطلق على سكانها اسم «بريمبيسي».
تقع بريمبيو على حدود البلديات التالية: مايراجو وأوساغو لوديجيانو وسيكوغناغو وبورغيتو لوديجيانو وكاسالبوستيرلينجو وليفراجا وأوسبيداليتو لوديجيانو.

## اقتصاد
تعمل بعض الصناعات في القطاعات الميكانيكية والغذائية. وهناك أيضاً العديد من الأنشطة الزراعية، غالباً على مستوى مألوف.

## تاريخ
من أصل روماني، تنتمي إلى دير «سان بيترو في سيل دورو» في بافيا (725). ثم، كانت تنتمي إلى كنيسة «سانتا ماريا» في لودي وفي وقتً لاحق أصبحت إقطاعية من عائلات لودي المختلفة.
خلال عصر نابليون (1809-16)، تم إلحاق بريمبيو بـ «كا ديل بوسكو». مع دستور مملكة لومباردي فينيتو، تم تجميع بريمبيو بشكل دائم في عام 1837.

## المدن التوأم
توأمة بريمبيو مع:
- سان كريستو إن خاريز، فرنسا، منذ عام 2004

## روابط خارجية
- الموقع الرسمي